# Abendgesellschaft

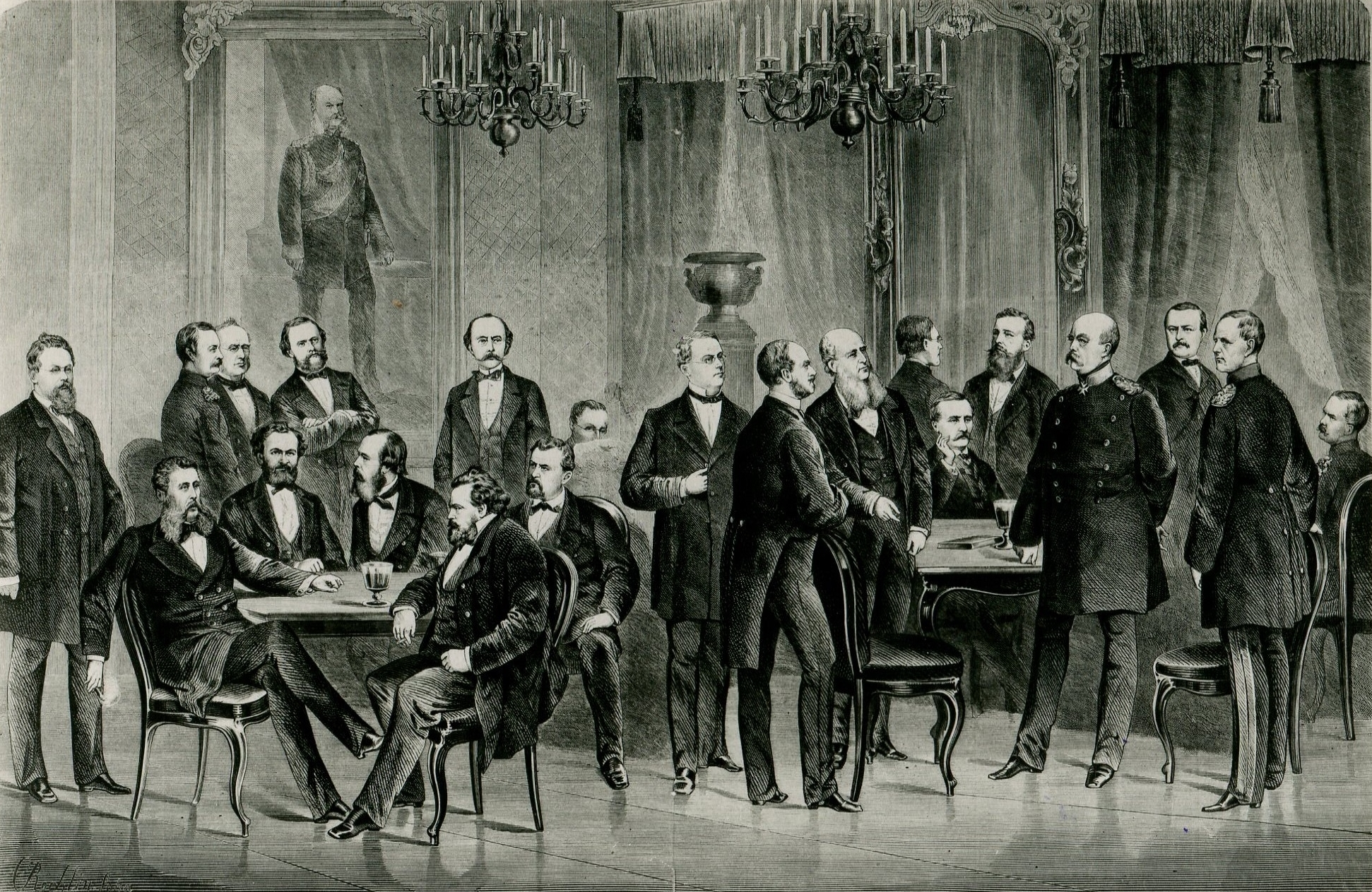
Soiree bei Reichskanzler Bismarck privat 1876

Als Abendgesellschaft (auch französisch Soirée bzw. Soiree, IPA: [zo̯aˈʁeː], anhörenⓘ, bzw. [so̯aˈreː], anhörenⓘ) bezeichnete man ursprünglich eine abendlich stattfindende Zusammenkunft von (meist gesellschaftlich höher stehenden) Personen, die sich zu gemeinsamem Trinken, Musizieren, Theaterspielen, Karten- und Gesellschaftsspielen, Vorlesen und Gesprächen treffen.
Der Begriff wurde besonders im 19. Jahrhundert geprägt, als die Abendgesellschaften den Weg aus den Königs- und Herrscherhäusern in die bürgerliche Gesellschaft fanden. Abendgesellschaften fanden in Privatsalons statt.
Einige traditionsverbundene Vereine, meist solche, die Mitte des 19. Jahrhunderts entstanden, tragen noch heute den Namen Abendgesellschaft.
Heute wird der Begriff oft auch dann benutzt, wenn man das gesellschaftlich oder kulturell höhere Niveau einer abendlichen Zusammenkunft betonen möchte. Eine Veranstaltung am Vormittag oder frühen Nachmittag heißt Matinee.